# مینورو سوگانوما
مینورو سوگانوما (ژاپنی: 菅沼 実؛ زادهٔ ۱۶ مهٔ ۱۹۸۵) بازیکن فوتبال اهل ژاپن است.
از باشگاه‌هایی که در آن بازی کرده‌است می‌توان به باشگاه فوتبال ساگان توسو، باشگاه فوتبال کاشیوا ریسول، باشگاه ورزشی ویتوریا، و باشگاه فوتبال جوبیلو ایواتا اشاره کرد.